# Škoda 935
Škoda 935 (typ 935) − prototyp czterodrzwiowego, sześciomiejscowego samochodu o aerodynamicznej karoserii produkcji czechosłowackiej firmy Škoda. Jednostkę napędową stanowił czterocylindrowy silnik o przeciwległych cylindrach (tzw. bokser) umieszczony podłużnie przed tylną osią o pojemności dwóch litrów i mocy 55 KM, który rozpędzał samochód do 130 km/h, sprzężony z czterostopniową skrzynią biegów produkcji zakładów Cotal (sterowaną elektromagnetycznie). Łącznie wyprodukowano dwa samochody i trzy silniki. Škoda 935 projektowana była jako reprezentacyjna limuzyna, jednak zrezygnowano z jej produkcji seryjnej.

## Szczegółowe dane techniczne
- Silnik
  - Pojemność skokowa: 1995 cm³
  - Średnica cylindra x skok tłoka: 84 x 90 mm
  - Moc maksymalna: 55 KM (40,5 kW) przy 3500 obr./min
- Podwozie
  - Zawieszenie przednie: wahacze skośne
  - Zawieszenie tylne: wahadłowe półosie
- Wymiary i ciężary
  - Wysokość: 1500 mm
  - Szerokość: 1670 mm
  - Długość: 3800 mm
  - Rozstaw osi: 2580 mm
  - Rozstaw kół przód/tył: 1250/1300 mm
  - Masa: 1170 kg
- Osiągi
  - Prędkość maksymalna: 130 km/h